# John Miller (golfer)
John 'Spider' Miller (North Vernon (Indiana), ±1950) is een Amerikaanse amateur golfer.
Spider Miller studeerde tot 1973 aan de Indiana University. In 2000 werd hij toegevoegd aan de Hall of Fame van de Indiana Golf Association.
In 1996 won hij het US Mid-Amateur door Randy Lewis in de finale te verslaan, in 1998 versloeg hij Chip Holcombe en werd de 48-jarige Miller de oudste winnaar van het Mid-Amateur. Door deze overwinningen speelde hij ook twee keer de Masters.
In 1999 was hij lid van het Amerikaanse Walker Cup-team. Hierna speelde hij minder toernooien om meer tijd te besteden aan zijn gezin.
In 2011 bezocht hij de Walker Cup in Ierland en net voordat het toernooi weer in de Verenigde Staten werd gespeeld, werd bekendgemaakt dat hij in 2015 non-playing captain zou zijn.

## Palmares
- 1984: Indiana Golf Association (IGA) Player of the Year
- 1996: Mid-Amateur Golfkampioenschap
- 1998: Mid-Amateur Golfkampioenschap
- 1998: Indiana Golf Association (IGA) Player of the Year, samen met Randy Nichols
- 5x winnaar IGA Four-Ball[2]
- 3x beste amateur bij het Indiana State Open[2]

## Teams
- Walker Cup: 1999, 2015 (n.p. captain)